# 大渡口镇 (东至县)
大渡口镇，是中华人民共和国安徽省池州市东至县下辖的一个乡镇级行政单位。

## 行政区划
大渡口镇下辖以下地区：
渡口社区、新深社区、大公馆社区、白沙洲村、杨墩村、大同村、安全村、杨桥村、新丰村、新桥村、镇荣村、大桥村、八都湖村、联合村、四合村、麻石桥村、庆丰村和新丰圩村。